# Paus Sabinianus
Sabinianus (Blera, geboortedatum onbekend - Rome, 22 februari 606) was de 65e paus van de Rooms-Katholieke Kerk.
Hij werd geboren in Blera, bij Viterbo in Italië, als zoon van Bonus. Onder zijn voorganger, paus Gregorius I, werkte hij vanaf 593 als nuntius in Constantinopel. Deze taak vervulde hij niet zeer goed; hij droeg het standpunt van de Kerk te weinig uit en trad niet daadkrachtig genoeg op. Men maakt melding van zijn terugkeer naar Rome in 595. Daarop vervulde hij het ambt van missionaris in Gallië, doorliep nadien alle ambten in de hiërarchie tot hij uiteindelijk paus werd.
Een aan Sabinianus toegeschreven gewoonte is het luiden van de kerkklokken voor de mis. Tijdens zijn pontificaat was Sabinianus niet erg geliefd; toen er hongersnood uitbrak, verkocht hij het graan uit de pauselijke graanschuur aan de armen, daar waar zijn voorganger het weggaf. Dit haalde hem de woede van de gemeenschap op de hals. Na zijn dood, op 22 februari 606, moest zijn lijk van de Sint-Jan van Lateranen naar de Sint Pieter gebracht worden om te voorkomen dat het volk zijn woede op het lichaam koelde.
Cursief: tegenpaus